# Негоица, Павел Афанасьевич
Па́вел Афана́сьевич Него́ица (род. 14 июля 1952, Измаил, Измаильская область) — генеральный директор федерального государственного учреждения «Редакция „Российской газеты“».

## Биография
Родился 14 июля 1952 года в Измаиле (ныне — Одесской области). В 1968 году окончил 8 классов спецшколы с преподаванием ряда предметов на немецком языке. В 1971 году, окончив Киевское речное училище по специальности: «Судовождение», работал вторым помощником капитана туристического теплохода. В 1971-1973 годах служил в пограничных войсках  Советской Армии.
В 1979 году с отличием окончил международное отделение факультета журналистики Московского государственного университета по специальности: «Журналистика».
В 1979—2003 годы работал в московской газете «Труд», где прошёл путь от стажёра и корреспондента до генерального директора газеты. В 2003 году — заместитель генерального директора ОАО «Редакция газеты „Известия“».
С 2003 года — заместитель генерального директора, директор региональной сети ФГУ «Редакция „Российской газеты“». 26 октября 2010 года назначен на должность генерального директора ФГБУ «Редакция „Российской газеты“».
Одновременно преподаёт в МГИМО — профессор кафедры международной журналистики, ведёт семинары по дисциплине «Теория и практика массовой информации: мастер-класс журналиста».
Член наблюдательного совета Новикомбанка, наблюдательного совета литературной премии «Лицей» имени Александра Пушкина для молодых российских писателей и поэтов. Член Попечительского совета Общероссийской общественной организации «Ассоциация юристов России»  Член Коллегии Министерства связи и массовых коммуникаций Российской Федерации .

### Семья
Женат, двое детей.

## Награды
- Орден Александра Невского (14 июня 2022 года) — за вклад в развитие средств массовой информации и многолетнюю добросовестную работу[8].
- Орден Почёта (14 мая 2016 года) — за большие заслуги в развитии отечественной культуры и искусства, средств массовой информации и многолетнюю плодотворную деятельность[9].
- Орден Дружбы (15 октября 2010 года) — за заслуги в области печати и многолетнюю плодотворную работу[10].
- Орден Почёта (24 сентября 2015 года, Белоруссия) — за значительный личный вклад в создание единого информационного пространства и развитие белорусско-российского сотрудничества в области журналистики[11][12].
- Почётная грамота Президента Российской Федерации (12 ноября 2019 года) — за заслуги в укреплении дружественных российско-белорусских отношений[13].
- Почётная грамота Правительства Российской Федерации (2 августа 2017 года) — за значительный вклад в развитие средств массовой информации и многолетнюю плодотворную деятельность[14].
- премия «Человек года — 2013» Русского биографического института — за плодотворную деятельность по развитию ведущей газеты страны[15].
- премия «Юрист года» (2014)[16].
- Номинант Национальной премии в области медиабизнеса (2006), номинация «Газеты» [17].

## Интересные факты
- 18 мая 1987 года  собственный корреспондент газеты  «Труд» П.А.Негоица в Риме взял интервью у Адриано Челентано :«Не предадим любви».[18]

- Стал первым советским журналистом, допущенным в папский самолет. Летал вместе с понтификом по странам северо-западной Африки[19]